# Jabez Upham
Jabez Upham (* 23. August 1764 in Brookfield, Worcester County, Province of Massachusetts Bay; † 8. November 1811 ebenda) war ein US-amerikanischer Politiker. Zwischen 1807 und 1810 vertrat er den Bundesstaat Massachusetts im US-Repräsentantenhaus.

## Werdegang
Jabez Upham war der ältere Bruder des Kongressabgeordneten George B. Upham (1768–1848) und ein Cousin von Charles Wentworth Upham (1802–1875), der ebenfalls Kongressmitglied wurde. Er studierte bis 1785 an der Harvard University. Nach einem Jurastudium und seiner Zulassung als Rechtsanwalt begann er in Sturbridge in diesem Beruf zu arbeiten. Über Claremont kehrte er dann nach Brookfield zurück, wo er ebenfalls als Anwalt praktizierte. Politisch wurde er Mitglied der Ende der 1790er Jahre von Alexander Hamilton gegründeten Föderalistischen Partei. Zwischen 1804 und 1806 war er Abgeordneter im Repräsentantenhaus von Massachusetts.
Bei den Kongresswahlen des Jahres 1806 wurde Upham im zehnten Wahlbezirk von Massachusetts in das US-Repräsentantenhaus in Washington, D.C. gewählt, wo er am 4. März 1807 die Nachfolge von Seth Hastings antrat. Nach einer Wiederwahl konnte er bis zu seinem Rücktritt im Mai 1810 im Kongress verbleiben. Im Jahr 1811 war Upham nochmals Abgeordneter im Staatsparlament. Er starb am 8. November 1811 in seinem Heimatort Brookfield.